# Jason Osborne
Pour les articles homonymes, voir Osborne.
Jason Osborne, né le 20 mars 1994 à Mayence en Allemagne, est un rameur et coureur cycliste allemand, comptant notamment une médaille d'argent olympique et un titre mondial en aviron ainsi qu'un titre mondial esport en cyclisme. 

## Biographie
Osborne devient en 2020 le premier champion du monde de cyclisme esport. Il devient en août 2021 stagiaire dans l'équipe belge Deceuninck-Quick Step.
Osborne rejoint la formation Alpecin-Deceuninck Development Team en juin 2022. Au sein de cette équipe, il gagne une étape et le classement général du Province Cycling Tour puis le contre-la-montre et le classement général du Tour du Brabant flamand,. En janvier, il intègre l'équipe World Team.
En septembre 2024, il annonce arrêter sa carrière cycliste en raison, entre autres, d'une blessure persistante à la hanche.

## Palmarès en aviron

### Jeux olympiques
| Épreuve / Édition           | Épreuve / Édition           | Tokyo 2020 |
| --------------------------- | --------------------------- | ---------- |
| Deux de couple poids légers | Deux de couple poids légers | 2e         |

### Championnats du monde
- 2013 à Chungju,  Corée du Sud
  -  Médaille d'argent en quatre de couple poids légers.
- 2018 à Plovdiv,  Bulgarie
  -  Médaille d'or en skiff poids légers.
- 2019 à Ottensheim,  Autriche
  -  Médaille de bronze en deux de couple poids légers.

### Championnats d'Europe
- 2016 à Brandebourg-sur-la-Havel,  Allemagne
  -  Médaille d'argent en deux de couple poids légers.
- 2019 à Lucerne,  Suisse
  -  Médaille d'or en deux de couple poids légers.

## Palmarès en cyclisme

### Par années
- 2020
  -  Champion du monde de cyclisme esport
- 2022
  - Province Cycling Tour :
    - Classement général
    - 4e étape

  - Tour du Brabant flamand : 
    - Classement général
    - 3e étape (contre-la-montre)

  - 3e du championnat du monde de cyclisme esport
- 2023
  - 2e du championnat du monde de cyclisme esport
  - 2e du Tour d'Autriche
- 2024
  -  Champion du monde de cyclisme esport

### Résultats sur les grands tours

#### Tour d'Espagne
1 participation
- 2023 : 131e

### Classements mondiaux
| Année                                 | 2018  | 2019  | 2020 | 2021 | 2022  | 2023 | 2024  |
| ------------------------------------- | ----- | ----- | ---- | ---- | ----- | ---- | ----- |
| Classement mondial                    | 2854e | 2503e | nc   | nc   | 1684e | 516e | 2377e |
| UCI Europe Tour                       | 1913e | 1591e | nc   | nc   | 1107e | nc   | nc    |
|                                       |       |       |      |      |       |      |       |
| Légende : nc = non classéSource : UCI |       |       |      |      |       |      |       |